# 金聖恩
金 聖恩（キム・ソンウン、김성은）は大韓民国の軍人、政治家。太極武功勲章授与者。歴代国防部長官の中で最も在任期間が長く、また唯一の海兵隊出身である。

## 人物
1924年、慶尚南道昌原に生まれる。本貫は金海金氏。昌原の上南普通学校を卒業した後、叔父がいる満州ハルビンに渡り、大道関中学校に入学。1942年3月にハルビン農科大学に入学するも中退。学徒出陣して日本軍少尉。終戦後の9月から12月まで大道関中学校出身者からなるハルビンの高麗自警団長として韓僑民の生命財産を保護した。
帰国後は孫元一の勧誘で海岸警備隊に入隊。1946年4月1日、海軍兵学校を特任で卒業して少尉（軍番80063番）に任官。同年9月に木浦基地司令部副官（中尉）となる。1947年5月には釜山基地司令部副司令官（大尉）となり、翌年6月に墨湖基地司令部副司令官（少領）、8月に鎮海統制部教育部長（中領）を歴任した。1949年9月に海兵隊が創設されると司令部参謀長に就任。
1950年6月に朝鮮戦争が勃発すると部隊（金聖恩部隊と呼ばれる）を率いて、閔キ植部隊や呉徳俊部隊と共に第6師団の遅滞に任じた。同年8月、統営上陸作戦を成功させる。
1950年12月27日、海兵第1連隊長。
1952年3月20日、海兵教育団長。
1952年10月16日、海兵戦闘団長。
1953年9月、海兵学校校長。
1956年2月、海兵第1師団長。
1958年、国防大学卒業。
1959年、海兵隊参謀長兼副司令官。
1960年、海兵隊司令官。
1961年5月、軍事革命委員・国家再建最高会議最高委員。
1962年7月、予備役編入。在郷軍人会長。
1963年2月、民主共和党中央常任委員。3月、国防部長官。青瓦台襲撃未遂事件やプエブロ号事件が起きると大韓民国郷土予備軍を創設し、他に駆逐艦の導入や合同参謀本部を設置するなど国防力増強に努めた。
1968年3月、大統領特別補佐官。アメリカの軍事政策の変化を利用してF-418機を受領した。
2014年8月、戦争記念館が「8月の護国人物」に選定。